# Julius Eduard Hitzig
Pour les articles homonymes, voir Hitzig.
Julius Eduard Hitzig, né Isaac Elias Itzig le 26 mars 1780 à Berlin et mort le 26 novembre 1849 dans la même ville, est un juriste, écrivain et éditeur juif de Prusse, converti au protestantisme.

## Biographie
Issu d'une famille de juifs de cour prusso-brandebourgeoise, il est le fils d'Elias Daniel Itzig (23 janvier 1755 à Berlin - 11 janvier 1818 à Potsdam), propriétaire près de Potsdam et conseiller municipal de Potsdam, et de Marianne Leffmann (décédée le 17 novembre 1827), fille d'Abraham Leffmann. Il est également le petit-fils de Daniel Itzig. Le couple a huit enfants. Sa sœur Henriette Marianne Hitzig (1781 - 1845) se marie en 1811 à Potsdam avec Nathan Mendelssohn (de) (1781 - 1852), converti au luthéranisme en 1809), fils de Moses Mendelssohn et de Fromet Gugenheim.
Eduard Itzig est en 1792 l'un des fondateurs de la Société des Amis. Après des études de droit à l'université de Halle et d'Erlangen, il abjure en 1799 le judaïsme et se convertit au christianisme, changeant de nom. Hitzig, comme il s'appelle désormais, achève ses études de droit par un stage à Varsovie (auskultator) puis à la cour d'appel de Berlin (référendaire). À partir de 1804, assesseur (Regierungsassessor) à Varsovie, il perd son poste dans l'administration de la justice prussienne en 1807.
Il suit alors une formation de libraire et fonde à Berlin une maison d'édition qui publie notamment le Berliner Abendblätter d'Heinrich von Kleist en 1810-1811. En 1814, il reprend ses fonctions dans les services de la justice à la cour d'appel (Kammergericht) de Berlin puis, en 1815, au Conseil criminel (Kriminalrat) et, en 1827, comme directeur de la cour d'appel. En 1835, il est mis à la retraite.
En 1825, à l'occasion d'une révision des lois, il publie la Revue de juridiction criminelle dans les États prussiens à l'exclusion des provinces du Rhin (Zeitschrift für die Criminal-Rechts-Pflege in den Preußischen Staaten mit Ausschluß der Rheinprovinzen), afin d'en faire un forum où on pourrait débattre des besoins d'un nouveau code pénal, adapté aux circonstances nouvelles. Cette revue paraît jusqu'en 1836, et de nombreux juges, avocats, professeurs de droit ou médecins y débattent de droit pénal, souvent à partir de cas concrets, assassinats, infanticides, incendies volontaires, empoisonnements ou avortements.
Il s'implique également dans la vie littéraire de son temps – non seulement comme éditeur, mais aussi comme membre et cofondateur de sociétés littéraires, dont la Neue Mittwochsgesellschaft (la « Nouvelle Société du mercredi ») en 1824, et du fait de l'amitié qui le lie à de nombreux auteurs. Il est l'auteur de travaux biographiques sur Zacharias Werner, Adelbert von Chamisso et Ernst Theodor Amadeus Hoffmann. Il assure également l'édition des œuvres complètes de Chamisso en quatre volumes après sa mort, en 1836. À partir de 1842, il s'associe avec Willibald Alexis et Anton Vollert pour éditer Der Neuen Pitaval, qui, dans le cadre des soixante volumes parus jusqu'en 1890, a publié 600 affaires criminelles.

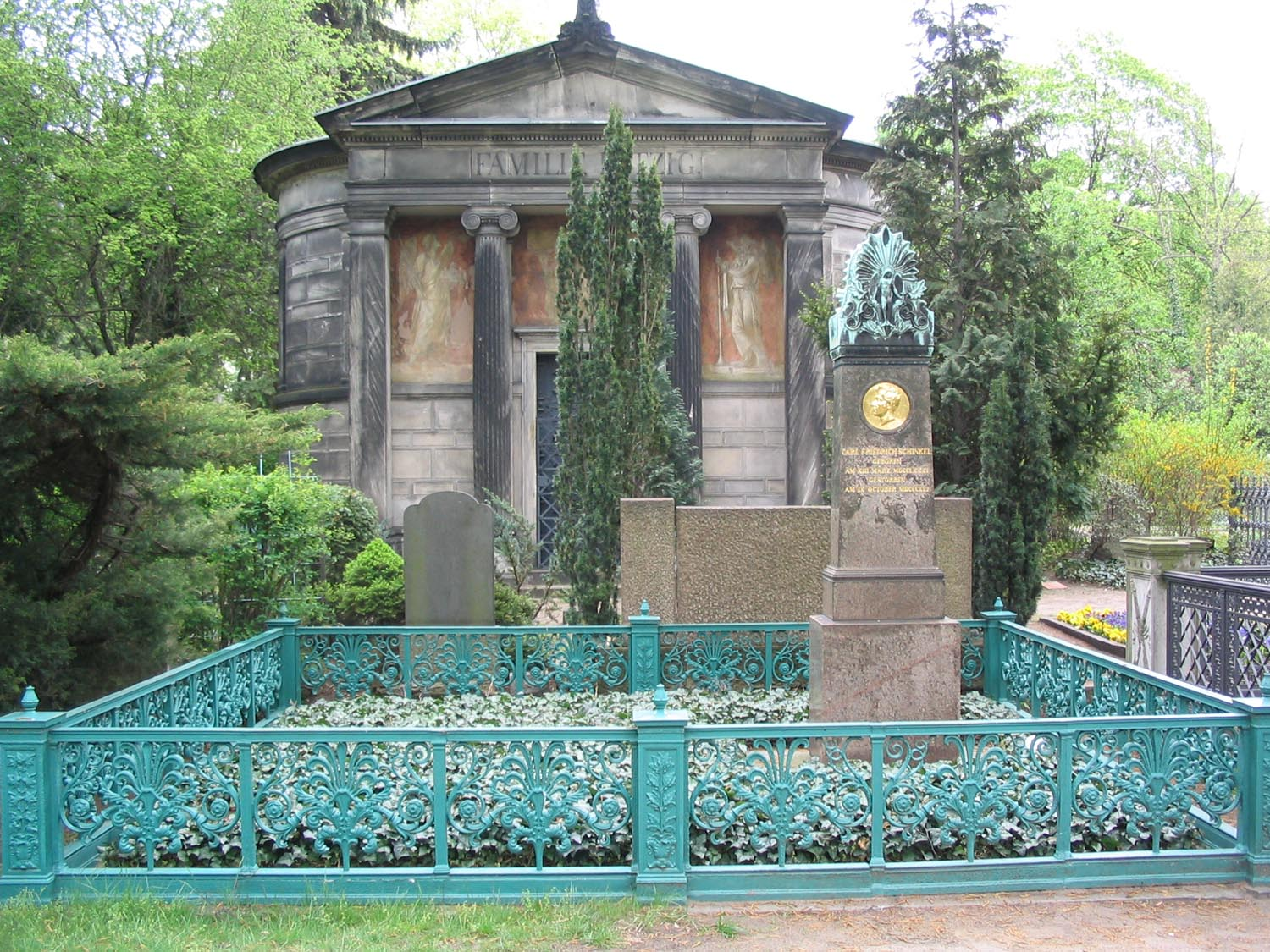
La chapelle funéraire de la famille Hitzig, derrière la tombe de Schinkel

Il a épousé en 1804 Johanna Bartenstein, née Meyer (1782 - 1814). La chapelle funéraire familiale est située au Dorotheenstädtischer Friedhof, cimetière de Berlin-Mitte. Son fils, architecte et président de l'Académie royale prussienne des arts, Friedrich Hitzig y est également inhumé.

## Œuvres
- Lebens-Abriss Friedrich Ludwig Zacharias Werners, Berlin, 1823.
- Aus Hoffmanns Leben und Nachlass, Berlin, 1823, 2 vol.
- Das Königl. Preußische Gesetz vom 11. Juni 1837 zum Schutz des Eigenthums an Werken der Wissenschaft und Kunst gegen Nachdruck und Nachbildung, Berlin, 1838.
- Über belletristische Schriftstellerei als Lebensberuf. Ein Wort der Warnung für Jung und Alt, Berlin, 1838.
- Leben und Briefe von Adelbert von Chamisso, Leipzig, 1839, 2 vol.
- Anleitung zur Abfassung einer Relation aus Kriminalakten. Zum Besten der Justizoffizianten-Witwenkasse, Berlin, 1843.